# Phùng Văn Nhiên
Phùng Văn Nhiên (sinh ngày 23 tháng 11 năm 1982) là một cầu thủ bóng đá người Việt Nam thi đấu ở vị trí hậu vệ cho Nam Định. Anh đã từng khoác áo đội tuyển quốc gia Việt Nam và câu lạc bộ Hoàng Anh Gia Lai. Hiện nay anh đang thi đấu cho Dược Nam Hà Nam Định ở tuổi 39.